# سان جووانی روتوندو
سان جووانی روتوندو (به ایتالیایی: San Giovanni Rotondo) یک کومونه در ایتالیا است که در استان فوجیا واقع شده‌است.

## خصوصیات
سان جووانی روتوندو ۲۵۹٫۶۲ کیلومترمربع مساحت و ۲۶٬۴۴۲ نفر جمعیت دارد و ۵۶۵ متر بالاتر از سطح دریا واقع شده‌است.

## خواهرخوانده
شهرهای مونته سنت آنجلو، Wadowice، پیترلچینا، باری (ایتالیا) و مارکتل خواهرخوانده‌های سان جووانی روتوندو هستند.